# Musculus puborectalis

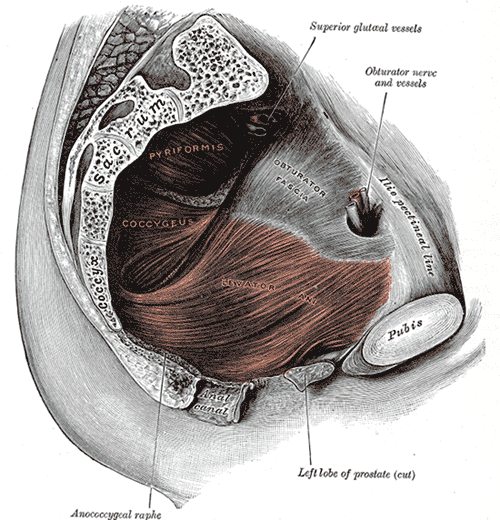
A medence izmai (csak az m. levator ani van jelölve)

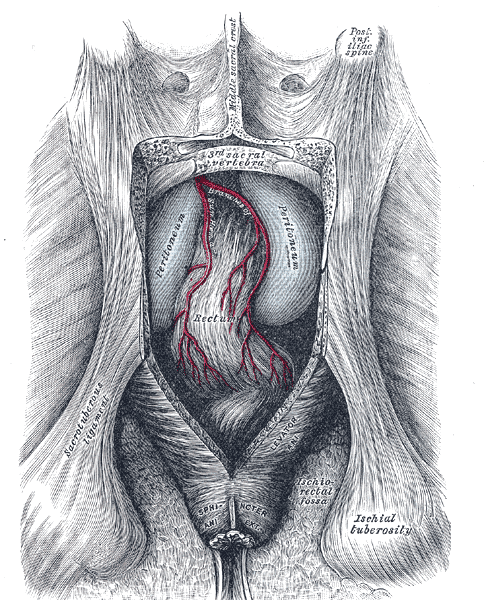
A végbél és a végbélnyílás körüli izmok (csak az m. levator ani van jelölve)

A musculus puborectalis egy apró izom az ember medencéjénél.

## Eredés, tapadás, elhelyezkedés
A corpus ossis pubis hátsó részén ered. A végbélen tapad. A musculus levator ani része.

## Funkció
A végbél mozgatásában van szerepe.

## Beidegzés, vérellátás
A ramus anterior nervi spinalis ágai idegzik be. Az arteria glutea inferior látja el vérrel.

## Külső hivatkozások
- Kép + Leírás
- Képek + Leírások
- A női medence
- A férfi medence
- Primal 3D Interactive Pelvis & Perineum